# Biblioteca Universitaria Alessandrina
La Biblioteca Universitaria Alessandrina est une bibliothèque publique d'État romaine fondée en 1667 par le pape Alexandre VII comme bibliothèque de la Studium Urbis, l'université de Rome.

## Historique
À l'origine, cette bibliothèque se trouve au Palazzo della Sapienza (it), corso del Rinascimento. Le fonds ancien de la bibliothèque se compose de copies de documents de la bibliothèque Chigiana (1644), de 423 copies de la Bibliothèque apostolique vaticane et d'une partie de la précieuse bibliothèque des ducs d'Urbino (1666).
À partir de 1815 la bibliothèque devient le lieu d'archivage de tous les imprimés des États pontificaux, et à partir de la prise de Rome en 1870, elle reçoit les publications de la province.
En 1935, avec l'ouverture de la nouvelle cité universitaire, la bibliothèque est déplacée à son emplacement actuel, œuvre du rationalisme italien, dans le quartier Tiburtino. Elle fait alors l'acquisition des bibliothèques des facultés des lettres, du droit et des sciences politiques.
Depuis 1975, la bibliothèque dépend du ministère pour les Biens et les Activités culturels.